# Yenişehir, Bursa
Yenişehir là một huyện thuộc tỉnh Bursa, Thổ Nhĩ Kỳ. Huyện có diện tích 785 km² và dân số thời điểm năm 2007 là 51227 người, mật độ 65 người/km².